# Lewisohn Nunatak
Lewisohn Nunatak är en nunatak i Antarktis. Den ligger i Västantarktis. Inget land gör anspråk på området. Toppen på Lewisohn Nunatak är 1 102 meter över havet.
Terrängen runt Lewisohn Nunatak är huvudsakligen lite kuperad. Trakten är obefolkad. Det finns inga samhällen i närheten.